# Etta Scollo
Etta Scollo, all'anagrafe Concetta Scollo (Catania, 27 maggio 1958), è una cantante italiana.

## Biografia
Nasce a Catania. Dal padre eredita la passione per la musica e il canto jazz, dalla madre e dalla nonna quello per la canzone romantica dell’800 e il canto tradizionale.
Da autodidatta impara a suonare la chitarra a undici anni e si accompagna in un repertorio che spazia dai canti popolari alla canzone impegnata. Consegue gli studi al liceo artistico di Catania e intraprende gli studi di architettura a Torino, coltivando in privato la sua passione per la musica. Scrive canzoni e si esibisce nell’ambito della scena musicale torinese come solista o ospite di gruppi locali, esperienza a lei preziosa che la porterà a lasciare gli studi universitari per dedicarsi completamente alla musica.
Nel 1983 vince il primo premio al Diano Marina Jazz Festival allora diretto dal jazzista Giorgio Gaslini. Si trasferisce a Vienna dove prende lezioni di canto presso il conservatorio. Il suo interesse per il blues e il jazz la porta alle collaborazioni con artisti quali Eddie Lockjaw Davis, Sunnyland Slim e Champion Jack Dupree. È in quegli anni che esce la sua hit Oh Darling cover in italiano nella nota canzone dei Beatles che le vale il disco d’oro e svariate settimane in testa alla hit parade austriaca.
Negli anni ‘90 si trasferisce ad Amburgo dove la sua carriera musicale prende una nuova direzione. Compone l’album Blu: registrato con la London Session Orchestra diretta da Will Malone e alcune colonne sonore per diversi film la più nota delle quali è I tuoi fiori per il film Bad Guy del regista sud-coreano Kim-Ki-Duk. Seguono gli album Il bianco del tempo e Casa, produzioni che la porteranno a riavvicinarsi alla sua terra di origine.
Per la sua raccolta di canzoni dedicata alla cantante folk siciliana Rosa Balistreri, uscita nel 2004 in doppio CD/DVD dal titolo Canta Ro’ e registrato dal vivo a Palermo accompagnata dall’Orchestra Sinfonica Siciliana, che porta in tournee in tutta Europa, le viene assegnato il “Premio Pino Veneziano 2005”, il “Weltmusikpreis Ruth 2007”, e il “Premio Rosa Balisteri-Alberto Favara VIII 2008” e una nomina per il Premio della critica tedesca.
Da quel momento Etta si dedica con rinnovata intensità alla ricerca della musica tradizionale e e alla composizione su testi letterari. Il risultato sono due album dal vivo: Canta Ro’ in Trio vivamente richiestole dal suo pubblico, e Les Siciliens, che raccoglie in forma musicale la parte più nascosta di una Sicilia dai tanti idiomi, con canzoni tratte da testi storici che Etta nel suo lavoro ritrova tra le pagine di documenti dell’epoca, da Giuseppe Pitrè ad Alberto Favara, da poeti dell’ottocento come Giovanni Meli ai contemporanei Ignazio Buttitta e Jano Burgaretta.
Nel 2007 partecipa insieme a Franco Scaldati  al recital „La mia vita vorrei scriverla cantando". Omaggio a Ignazio Buttitta per la regia di Enrico Stassi, prodotto per le Orestiadi di Gibellina, curando la produzione di un album dal vivo per la Fondazione Buttita.
In quel periodo compone il progetto poetico-musicale Il fiore splendente, un omaggio ai poeti arabi-siciliani del IX-XII secolo, tratto dall’Antologia dei Poeti Arabi di Sicilia curata dalla studiosa Francesca Maria Corrao. Al progetto prendono parte grandi personalità del mondo della musica tra cui Franco Battiato, Giovanni Sollima, Markus Stockhausen.
Nel 2009 Etta recita la parte di Elena nella rappresentazione musicale del Faust II di J.W.Goethe, tradotto in musica dal compositore contemporaneo Karsten Gundermann ed eseguito dalla Deutschen Kammerphilarmonie diretta da Alexander Shelley.
Nello stesso anno Etta rielabora la musica di Giuseppe Verdi per una moderna messa in scena de “Il Rigoletto” presso la Neukoellner Oper di Berlino.
Nel novembre del 2010 interpreta il ruolo di Alice nell’opera “Alice nel paese delle meraviglie” al Teatro Massimo di Palermo, per la regia di Francesco Micheli.
Nel 2011 l’album Cuoresenza, monologo musicale sull’amore in tutti i suoi aspetti e sfaccettature, tra cui spicca una messa in musica della poesia “E se non ti basta” di Stefano Benni sotto il nuovo titolo Io ti amo.
In quegli anni Vincenzo Consolo la invita a scrivere le musiche per la sua favola Lunaria. Questo progetto andrà in porto nel 2014 a due anni dalla morte del grande scrittore. Per rendergli omaggio l’album viene interamente registrato dal vivo e filmato nella sua casa. Ne seguirà una tournee e un concerto-recital al teatro Parenti di Milano con la partecipazione dell’attore Roberto Herlitzka.
Tempo al Tempo è  forse il suo lavoro discografico più essenziale e sperimentale, scritto e realizzato insieme alla violoncellista Susanne Paul nel 2015, in cui spiccano due poesie di Salvatore Quasimodo e una poesia in tedesco dello scrittore Jaochim Sartorius.
Nel 2016 lo scrittore e giornalista Paolo Di Stefano le chiede di collaborare con una messa in musica del suo libro "La catastròfa" nell’ambito della commemorazione del 60-mo anniversario della strage mineraria di Marcinelle. Ne nasce un oratorio rigorosamente composto sulle interviste raccolte da Di Stefano in Belgio ai superstiti, vedove ed orfani, il cui libretto scrive insieme all’autore e all’attore Leonardo De Colle.
Il 2017 è l’anno della riflessione e del raccoglimento, in cui Etta Scollo matura un nuovo intimo progetto dal titolo Il passo interiore che vedrà la luce nel 2018. Attorno all’omonima lirica di Sebastiano Burgaretta si raccolgono testi poetici di diverse provenienze e culture, perfino un appello dell’ex sindaca di Lampedusa Giusi Nicolini che in quest’album diventa una Suite. Sono brani su tematiche  temporalmente dilatate del corso degli eventi dello scorso e di questo secolo, orientate al tema della sopravvivenza e del sentimento dell’umanità perennemente in cammino in un mondo continuamente estraneo sia nel mezzo di una strada come anche tra le mura della propria casa. E in cui, per dirla con le parole stesse del poeta: “il passo in interiore é sempre uno”.
L'11 agosto 2018 è ospite solista dell'Orchestra dello Staatstheater Kassel diretta dal Maestro Francesco Angelico, nell'ambito del più grande evento estivo concertistico della regione (35.000 spettatori).
Il 30 settembre del 2018 accompagnata dalla Deutsches Kammerorchester Berlin dà il suo primo concerto solista nella grande sala della Filarmonia di Berlino con un omaggio al suo paese natale dal titolo "Bella Italia!" registrando il sold out e standing ovation del pubblico.
In commemorazione della fine della prima guerra mondiale Etta Scollo ha prodotto un’inedita messa in scena di "Storia del Soldato" di Igor Stravinsky. Il progetto che l'ha vista nel ruolo di ideatrice e voce recitante, viene realizzato alla fine del 2018 al teatro Radyalsystem di Berlino in collaborazione con la Karajan-Akademie dell’Orchestra Filarmonica di Berlino.
A Maria di Nazareth e i canti tradizionali siciliani del suo "viaggio doloroso" a causa del censimento di Augusto dedica nel dicembre del 2019 un album dal titolo "Il viaggio di Maria".
In ottobre 2020 pubblicherà un libro, diario di viaggio dal titolo "Voci di Sicilia".
Durante il primo periodo della Pandemia, compone musica per il „Gruppo Elettrogeno" di Bologna e per la lirica Virus della poetessa Roberta Dapunt. Partecipa alla performance di HUMAN SINGS di Yuval Avital e ad altri progetti collettivi.
Nel 2021 è ospite con i suoi brani della Württembergische Philharmonie di Reutlingen, diretta dal Maestro Walter Attanasi, e del quartetto d’archi „Armida“ al Festspiele Mecklenburg-Vorpommern di Rügen.
A fianco dell’attrice Hanna Schygulla presenta il progetto Cine-Concert: „Vom Mensch sein in Ausnahmezeiten“ al Museo d’Arte Moderna e Contemporanea di Strasburgo (MAMCS) per il Film Festival AugenBlick.
Il 6 giugno 2024 è stata insignita dell'onorificenza di Ufficiale dell'ordine al merito.
Etta Scollo vive tra Berlino e la Sicilia.

## Discografia
- Blu - 1999 - Home Records
- Il bianco del tempo - 2002 - Home Records
- In concerto - 2002 - Home Records
- Casa - 2003 - Mongebel / Jazzhaus Records
- Canta Ro'  - 2005 - Premium Records / Jazzhaus Records
  - Tracce in siciliano: Quantu basilico, U pumu, L'anatra, Cu ti lu dissi, U cunigghiu, Ntra viddi e vaddi, I pirati a Palermu, Rosa canta e cunta, Lu libbru di li 'nfami, Nta la vicaria.
- Canta Rò in Trio - 2006 - Premium Records / Jazzhaus Records
  - Tracce in siciliano: Quantu basilico, L'anatra, Signuruzzu, Cu ti lu dissi, Muccaturi, U cunigghiu, Ntra viddi e vaddi, I pirati a Palermu, Trabia, Oliola, Lu libbru, Nta la vicaria, Lu suli, Rosa canta e cunta, Quannu moru, Liggenna, Canto d'a curuna, Amuri.
- Les siciliens! - 2007 - Premium Records / Jazzhaus Records
- Il fiore splendente - 2008 - Edel Classics/ Jazzhaus Records
- Cuoresenza - 2011 - Trocadero/ Jazzhaus Records
- Lunaria - 2014 - Casa Musicale Sonzogno/Egea/ Jazzhaus Records
- Scollo con Cello: tempo al tempo (con Susanne Paul) - 2015 - Jazzhaus Records
- Il passo interiore - 2018 - Jazzhaus Records
- Il viaggio di Maria - 2019 - Jazzhaus Records
- Ora - 2023 - Jazzhaus Records